# Sphecodes olivieri
Sphecodes olivieri là một loài Hymenoptera trong họ Halictidae. Loài này được Lepeletier mô tả khoa học năm 1825.